# داريا سبيرودونوفا
داريا سيرجيفنا سبيرودونوفا (بالروسية: Дарья Сергеевна Спиридонова) هي لاعبة جمباز فني روسية ولدت في يوم 8 يوليو 1998 في نوفوتشبوكسارسك في روسيا، أبرز إنجازاتها كان فوزها بالميدالية الفضية في دورة الألعاب الأولمبية الصيفية 2016 في مسابقة الجماعي، كما فازت بخمس ميداليات في بطولات العالم منها ميدالية ذهبية بطولة 2015 في غلاسكو، وفازت أيضاً بميداليتين ذهبتين في بطولات أوروبا.